# 飛驒木曾川國定公園
飛驒木曾川國定公園（日语：／ Hida Kisogawa Kokutei Kōen），是位在日本岐阜縣、愛知縣的國定公園。1964年3月3日指定。總面積18,074ha。
公園以岐阜縣下呂市至美濃加茂市的飛驒川流域與岐阜縣瑞浪市至愛知縣犬山市的木曾川流域為中心。

## 地理

### 主要山岳
- 吐月峰（775m）
- 高天良山（908m）
- 三棟山（630m）
- 田代山（666m）
- 水晶山（687m）
- 納古山（633m）
- 鬼飛山（291m）
- 城山（265m）
- 寶積寺山（141m）

### 主要河川、湖泊
- 木曾川
- 飛驒川（日语：飛騨川）
- 入鹿池
- 松野湖（日语：松野ダム）

## 景點
- 下呂溫泉
- 飛水峽（日语：飛水峡）
- 藤倉峽（日语：藤倉峡）
- 中山七里 (岐阜縣)（日语：中山七里）
- 鬼岩公園（日语：鬼岩公園）
- 蘇水峡（日语：丸山ダム）
- 日本萊茵河（日语：日本ライン）
- 犬山城
- 桃太郎神社（日语：桃太郎神社 (犬山市)）
- 木曾川鵜飼（日语：木曽川うかい）

## 關連市町村
- 岐阜縣 - 瑞浪市、惠那市、美濃加茂市、各務原市、可兒市、下呂市、坂祝町、川邊町、七宗町、八百津町、白川町、御嵩町
- 愛知縣 - 犬山市

## 集團設施地區
| 地區名 | 面積 | 所在地                   | 使用人數（人） |
| ------ | ---- | ------------------------ | -------------- |
| 犬山   | －   | 愛知縣犬山市             | 4,830,000      |
| 鬼岩   | －   | 岐阜縣瑞浪市、可兒郡御嵩 | 49,000         |

## 關連項目
- 國定公園
- 國道41號